# Rosi Mittermaier
Rosa Anna Katharina „Rosi” Mittermaier (ur. 5 sierpnia 1950 w Monachium, zm. 4 stycznia 2023 w Garmisch-Partenkirchen) – niemiecka narciarka alpejska reprezentująca Niemcy Zachodnie, trzykrotna medalistka olimpijska, czterokrotna medalistka mistrzostw świata, a także zdobywczyni Pucharu Świata.

## Kariera
Pierwszy sukces w karierze Rosi Mittermaier osiągnęła w 1967 roku, kiedy została mistrzynią kraju w slalomie gigancie. Jeszcze w tym samym roku dołączyła do reprezentacji RFN i zadebiutowała w zawodach Pucharu Świata. Pierwsze punkty zdobyła 1 lutego 1967 roku na stokach Monte Bondone, zajmując szóste miejsce w slalomie. Były to jej jedyne punkty w sezonie 1966/1967, w którym zajęła ostatecznie 27. miejsce. Pierwsze pucharowe podium wywalczyła 17 marca 1968 roku w Aspen, zajmując trzecie miejsce w gigancie. W zawodach tych wyprzedziły ją tylko Nancy Greene z Kanady oraz Francuzka Marielle Goitschel. W sezonie 1967/1968 punktowała jeszcze kilkukrotnie, jednak nie stawała już na podium. W klasyfikacji generalnej była dwunasta, a w klasyfikacji giganta zajęła ósme miejsce. W lutym w 1968 roku wystartowała na igrzyskach olimpijskich w Grenoble, gdzie jej najlepszym wynikiem było dwudzieste miejsce w gigancie.
Sezon 1968/1969 zaczęła od zajęcia drugiego miejsca w gigancie podczas zawodów rozgrywanych 11 grudnia 1968 roku w Val d’Isère. W kolejnych startach jeszcze trzykrotnie stawała na podium: 10 stycznia w Grindelwald była druga w zjeździe, 16 stycznia w Schruns odniosła pierwsze pucharowe zwycięstwo wygrywając slalom, a 23 marca 1969 roku w Waterville Valley w tej samej konkurencji była druga. Dało jej to siódme miejsce w klasyfikacji generalnej, czwarte w slalomie i piąte w klasyfikacji zjazdu. Kolejne zwycięstwo odniosła 14 marca 1970 roku w Voss, gdzie była najlepsza w slalomie. Było to jej jedyne podium w sezonie 1969/1970, który ukończyła na jedenastej pozycji. W 1970 roku wzięła udział w mistrzostwach świata w Val Gardena, zajmując między innymi piąte miejsce w kombinacji i siódme w gigancie.
W sezonie 1970/1971 na podium stawała dwa razy: 29 stycznia w Saint-Gervais była trzecia w slalomie, a 20 lutego 1971 roku w Sugarloaf zajęła trzecie miejsce w gigancie. Poza tymi startami wielokrotnie punktowała, co pozwoliło jej zająć czternaste miejsce w klasyfikacji generalnej. Rok później także nie wygrała żadnych zawodów, jednak na podium stawała czterokrotne: 18 grudnia 1971 roku w Sestriere i 4 stycznia w Oberstaufen była druga w slalomie, 1 marca w Heavenly Valley była druga w gigancie, a 17 marca 1972 roku w Pra Loup zajęła trzecie miejsce w slalomie. Sezon ten zakończyła na szóstej pozycji, w klasyfikacji slalomu była czwarta, w gigancie siódma, a w zjeździe zajęła dziesiąte miejsce.
Przez dwa kolejne sezony zajmowała drugie miejsce w klasyfikacji slalomu, ulegając kolejno Francuzce Patricii Emonet i swej rodaczce Chriście Zechmeister. W tym czasie na podium stawała ośmiokrotnie, odnosząc trzy zwycięstwa: 2 lutego 1973 roku w Schruns, 27 lutego w Abetone i 8 marca 1974 roku w Wysokich Tatrach wygrywała slalom. W klasyfikacji generalnej była jednak czwarta w sezonie 1972/1973 i siódma w sezonie 1973/1974. Z rozgrywanych w lutym 1974 roku mistrzostw świata w Sankt Moritz także wróciła bez medalu. Zajęła tam szóste miejsce w slalomie, a rywalizacji w zjeździe i gigancie nie ukończyła.
Mittermaier wygrała czwarte zawody sezonu 1974/1975 (slalom 13 grudnia w Cortinie d’Ampezzo), w kolejnych startach jeszcze siedmiokrotnie stając na podium. W żadnych jednak nie zwyciężyła, zajmując pięć razy trzecie miejsce i dwa razy drugie. Pierwszy raz w karierze stanęła za to na podium klasyfikacji generalnej, zajmując trzecie miejsce za Austriaczką Annemarie Moser-Pröll i Hanni Wenzel z Liechtensteinu. W pozostałych klasyfikacjach najlepszy wynik osiągnęła w zjeździe, w którym była szósta. Najlepsze wyniki osiągała jednak w sezonie 1975/1976, kiedy zdobyła Kryształową Kulę za zwycięstwo w klasyfikacji generalnej. Zdobyła także Małe Kryształowe Kule za zwycięstwa w klasyfikacjach slalomu i kombinacji, a w gigancie była trzecia za Lise-Marie Morerod ze Szwajcarii i Austriaczką Moniką Kaserer. Na podium stawała trzynaście razy, odnosząc przy tym cztery zwycięstwa: 17 grudnia w Cortinie d’Ampezzo w kombinacji, 22 stycznia w Bad Gastein w slalomie oraz 5 i 6 marca 1976 roku w Copper Mountain, gdzie była kolejno najlepsza w gigancie i slalomie.
Największe sukcesy osiągnęła na igrzyskach olimpijskich w Innsbrucku w 1976 roku, gdzie w trzech startach zdobyła trzy medale. Najpierw zwyciężyła w zjeździe, wyprzedzając bezpośrednio Austriaczkę Brigitte Totschnig oraz Cindy Nelson z USA. Następnie była druga w gigancie, rozdzielając na podium Kanadyjkę Kathy Kreiner i Francuzkę Daniele Debernard. Do zwycięstwa w tych zawodach Niemce zabrakło 0,12 sekundy. Następnie wystartowała w slalomie, w którym po pierwszym przejeździe zajmowała drugie miejsce, tracąc do prowadzącej rodaczki, Pameli Behr 0,09 sekundy. W drugim przejeździe uzyskała najlepszy wynik, co dało jej złoty medal, przed Włoszką Claudią Giordani i Hanni Wenzel. Igrzyska w Innsbrucku były także mistrzostwami świata, jednak kombinację rozegrano tylko w ramach drugiej z tych imprez. W konkurencji tej Mittermaier także była najlepsza, wyprzedzając Danièle Debernard i Hanni Wenzel. Po zakończeniu sezonu 1975/1976 zakończyła karierę.
Wielokrotnie zdobywała medale mistrzostw RFN, w tym czternaście złotych: w slalomie w latach 1967, 1969, 1970, 1972 i 1973, gigancie w latach 1969–1971 i 1973 oraz kombinacji w latach 1967–1971. W 1976 roku otrzymała nagrodę Skieur d’Or, przyznawaną przez Międzynarodowe Stowarzyszenie Dziennikarzy Narciarskich. Została także wybrana najlepszą sportsmenką 1976 roku w RFN, a w 2007 roku została odznaczona Bawarskim Orderem Zasługi.
Jej imieniem (Rosi-Mittermaier-Tunnel) nazwano najwyżej w Europie położony (2830 m n.p.m.) tunel drogowy, znajdujący się w Alpach Ötztalskich w Tyrolu.
Jej siostry: Evi i Heidi, mąż Christian Neureuther oraz ich syn, Felix Neureuther, również uprawiali narciarstwo alpejskie.

## Osiągnięcia

### Igrzyska olimpijskie
| Miejsce | Dzień     | Rok  | Miejscowość | Konkurencja | Czas biegu | Strata | Zwyciężczyni       |
| ------- | --------- | ---- | ----------- | ----------- | ---------- | ------ | ------------------ |
| 25.     | 10 lutego | 1968 | Grenoble    | Zjazd       | 1:40,87    | +6,86  | Olga Pall          |
| DNF     | 13 lutego | 1968 | Grenoble    | Slalom      | 1:25,86    | –      | Marielle Goitschel |
| 20      | 15 lutego | 1968 | Grenoble    | Gigant      | 1:51,97    | +6,78  | Nancy Greene       |
| 6.      | 5 lutego  | 1972 | Sapporo     | Zjazd       | 1:36,68    | +2,64  | Marie-Theres Nadig |
| 12.     | 8 lutego  | 1972 | Sapporo     | Gigant      | 1:29,90    | +3,49  | Marie-Theres Nadig |
| 17.     | 11 lutego | 1972 | Sapporo     | Slalom      | 1:31,24    | +9,93  | Barbara Cochran    |
| 1.      | 8 lutego  | 1976 | Innsbruck   | Zjazd       | 1:46,16    | –      | –                  |
| 1.      | 11 lutego | 1976 | Innsbruck   | Slalom      | 1:30,54    | –      | –                  |
| 2.      | 13 lutego | 1976 | Innsbruck   | Gigant      | 1:29,13    | +0,12  | Kathy Kreiner      |

### Mistrzostwa świata
| Miejsce | Dzień     | Rok  | Miejscowość  | Konkurencja | Czas biegu | Strata     | Zwyciężczyni          |
| ------- | --------- | ---- | ------------ | ----------- | ---------- | ---------- | --------------------- |
| 25.     | 10 lutego | 1968 | Grenoble     | Zjazd       | 1:40,87    | +6,86      | Olga Pall             |
| DNF     | 13 lutego | 1968 | Grenoble     | Slalom      | 1:25,86    | –          | Marielle Goitschel    |
| 20      | 15 lutego | 1968 | Grenoble     | Gigant      | 1:51,97    | +6,78      | Nancy Greene          |
| 20.     | 11 lutego | 1970 | Val Gardena  | Zjazd       | 1:58,34    | +6,36      | Annerösli Zryd        |
| 14.     | 13 lutego | 1970 | Val Gardena  | Slalom      | 1:40,44    | +8,36      | Ingrid Lafforgue      |
| 7.      | 14 lutego | 1970 | Val Gardena  | Gigant      | 1:20,46    | +0,73      | Betsy Clifford        |
| 5.      | 3 lutego  | 1970 | Val Gardena  | Kombinacja  | 30,31 pkt  | +47,67 pkt | Michèle Jacot         |
| 6.      | 5 lutego  | 1972 | Sapporo      | Zjazd       | 1:36,68    | +2,64      | Marie-Theres Nadig    |
| 12.     | 8 lutego  | 1972 | Sapporo      | Gigant      | 1:29,90    | +3,49      | Marie-Theres Nadig    |
| 17.     | 11 lutego | 1972 | Sapporo      | Slalom      | 1:31,24    | +9,93      | Barbara Cochran       |
| 8.      | 11 lutego | 1972 | Sapporo      | Kombinacja  | 25,64 pkt  | +73,63 pkt | Annemarie Moser-Pröll |
| DNF     | 3 lutego  | 1974 | Sankt Moritz | Gigant      | 1:43,18    | –          | Fabienne Serrat       |
| DNF     | 7 lutego  | 1974 | Sankt Moritz | Zjazd       | 1:50,84    | –          | Annemarie Moser-Pröll |
| 6.      | 8 lutego  | 1974 | Sankt Moritz | Slalom      | 1:34,63    | +1,76      | Hanni Wenzel          |
| 1.      | 8 lutego  | 1976 | Innsbruck    | Zjazd       | 1:46,16    | –          | –                     |
| 1.      | 11 lutego | 1976 | Innsbruck    | Slalom      | 1:30,54    | –          | –                     |
| 2.      | 13 lutego | 1976 | Innsbruck    | Gigant      | 1:29,13    | +0,12      | Kathy Kreiner         |
| 1.      | 13 lutego | 1976 | Innsbruck    | Kombinacja  | 0,84 pkt   | –          | –                     |

### Puchar Świata

#### Miejsca w klasyfikacji generalnej
- sezon 1966/1967: 27.
- sezon 1967/1968: 12.
- sezon 1968/1969: 7.
- sezon 1969/1970: 11.
- sezon 1970/1971: 14.
- sezon 1971/1972: 6.
- sezon 1972/1973: 4.
- sezon 1973/1974: 7.
- sezon 1974/1975: 3.
- sezon 1975/1976: 1.

#### Zwycięstwa w zawodach Pucharu Świata
1. Schruns – 16 stycznia 1969 (slalom)
2. Voss – 14 marca 1970 (slalom)
3. Schruns – 2 lutego 1973 (slalom)
4. Abetone – 27 lutego 1974 (slalom)
5. Wysokie Tatry – 8 marca 1974 (slalom)
6. Cortina d’Ampezzo – 13 grudnia 1974 (slalom)
7. Cortina d’Ampezzo – 17 grudnia 1975 (kombinacja)
8. Bad Gastein – 22 stycznia 1976 (slalom)
9. Copper Mountain – 5 marca 1976 (gigant)
10. Copper Mountain – 6 marca 1976 (slalom)

- 10 zwycięstw (8 slalomów, 1 gigant i 1 kombinacja)

#### Pozostałe miejsca na podium
1. Aspen – 17 marca 1968 (gigant) – 3. miejsce
2. Val d’Isère – 11 grudnia 1968 (gigant) – 2. miejsce
3. Grindelwald – 10 stycznia 1969 (zjazd) – 2. miejsce
4. Waterville Valley – 22 marca 1969 (slalom) – 2. miejsce
5. Saint-Gervais – 29 stycznia 1971 (slalom) – 3. miejsce
6. Sugarloaf – 20 lutego 1971 (gigant) – 3. miejsce
7. Sestriere – 18 grudnia 1971 (slalom) – 2. miejsce
8. Oberstaufen – 4 stycznia 1972 (slalom) – 2. miejsce
9. Heavenly Valley – 1 marca 1972 (gigant) – 2. miejsce
10. Pra Loup – 17 marca 1972 (slalom) – 3. miejsce
11. Maribor – 2 stycznia 1973 (slalom) – 3. miejsce
12. Grindelwald – 17 stycznia 1973 (slalom) – 2. miejsce
13. Chamonix – 26 stycznia 1973 (slalom) – 2. miejsce
14. Les Diablerets – 16 stycznia 1974 (slalom) – 3. miejsce
15. Bad Gastein – 25 stycznia 1974 (gigant) – 3. miejsce
16. Saalbach – 21 grudnia 1974 (zjazd) – 3. miejsce
17. Grindelwald – 9 stycznia 1975 (gigant) – 3. miejsce
18. Grindelwald – 10 stycznia 1975 (kombinacja) – 2. miejsce
19. Grindelwald – 10 stycznia 1975 (zjazd) – 2. miejsce
20. Sarajewo – 19 stycznia 1975 (gigant) – 3. miejsce
21. Saint-Gervais – 29 stycznia 1975 (slalom) – 3. miejsce
22. Chamonix – 31 stycznia 1975 (kombinacja) – 2. miejsce
23. Val d’Isère – 4 grudnia 1975 (gigant) – 2. miejsce
24. Aprica – 11 grudnia 1975 (slalom) – 2. miejsce
25. Cortina d’Ampezzo – 17 grudnia 1975 (slalom) – 3. miejsce
26. Meiringen – 9 stycznia 1976 (kombinacja) – 2. miejsce
27. Les Diablerets – 12 stycznia 1976 (slalom) – 2. miejsce
28. Les Gets – 15 stycznia 1975 (1976) – 2. miejsce
29. Sarajewo – 25 stycznia 1976 (gigant) – 2. miejsce
30. Sarajewo – 26 stycznia 1976 (slalom) – 2. miejsce
31. Aspen – 12 marca 1976 (zjazd) – 3. miejsce